# 市川東宝映画劇場
市川東宝映画劇場（いちかわとうほうえいがげきじょう）は、かつて存在した日本の映画館である。1929年（昭和4年）、千葉県東葛飾郡市川町新田（同県市川市新田）に春日会館（かすがかいかん）として開館、春日館（かすがかん）とも呼ばれ、1931年（昭和6年）に市川松竹館（いちかわしょうちくかん）と改称して松竹キネマの上映館になった。第二次世界大戦後の1954年（昭和29年）に改称して東宝関東興行の傘下に入った。

## 沿革
- 1929年 - 春日会館（春日館）として開館[9]
- 1931年 - 市川松竹館と改称[9]
- 1954年 - 市川東宝映画劇場と改称[1][3]
- 1969年 - 閉館[2][11]

## データ
- 所在地 : 千葉県東葛飾郡市川町新田165番地[6][9]
  - のちの同県市川市新田町3丁目164番地[1]
  - 現在の同県同市新田5丁目1番3号

北緯35度43分43.97秒 東経139度54分48.09秒 / 北緯35.7288806度 東経139.9133583度
- 経営 : 株式会社春日会館 ⇒ 株式会社市川松竹館[9] ⇒ 臼井荘一[6][7] ⇒ 東宝関東興行[1]
- 構造 : 木造一階建
- 観客定員数 : 700名（1942年[6]・1943年[7]）、302名（1963年[1]）

## 歴史

### 春日会館 - 松竹館の時代
1929年（昭和4年）、国鉄（現在のJR東日本）総武本線の市川駅の北側、京成電鉄本線の市川真間駅の南側、千葉街道に面した春日神社の東脇、千葉県東葛飾郡市川町新田165番地に、春日会館として開館した。開館当時の同館の経営は株式会社春日会館、支配人は福地新作、興行系統は松竹キネマ（現在の松竹）であった。春日館とも呼ばれた。当時は、午後1時-10時の営業時間のなかで1日250名ほどの観客を動員していた。1931年（昭和6年）には市川松竹館と改称、経営会社も株式会社市川松竹館になった。福地新作（1893年 - 1962年）は、のちに1936年（昭和11年）1月20日に行われた県議会議員選挙に出馬、初代市川市長の浮谷竹次郎（1896年 - 1965年）と争って当選、以降、戦後も議員を務め、1948年（昭和23年）に財団法人千葉県消防協会を設立して初代会長に就任、1953年（昭和28年）には藍綬褒章を授与された人物である。
同館が建つ前の市川町には、1923年（大正12年）に市川駅北口すぐの千葉街道沿いに三松館（のちの市川日活館および市川オークラ劇場、経営・村瀬虎雄、大字三本松、現在の市川1丁目6番19号）が開館したのが最初であり、次いで1924年（大正13年）前後の時期、市川橋たもとに市川館（のちの市川映画館、経営・中村八十吉、大字二丁目、現在の市川3丁目23番1号）が開館している。大正時代には、同2館で興行系統を棲み分け、三松館が日活・東亜キネマ、市川館が松竹キネマの作品をそれぞれ上映していたが、昭和に入ると、三松館が日活およびマキノ・プロダクション、市川館が松竹キネマおよび帝国キネマ演芸の作品をそれぞれ上映するようになっていた。そこに同館が新たに参入して松竹キネマを上映するようになると、三松館が日活および洋画（外国映画）、市川館（経営・島崎國平）がマキノ・プロダクション作品をそれぞれ上映するように変わっている。
1934年（昭和9年）11月3日、市制が敷かれ市川町は市川市になり、1942年（昭和17年）には第二次世界大戦による戦時統制が敷かれ、日本におけるすべての映画が同年2月1日に設立された社団法人映画配給社の配給になり、すべての映画館が紅系・白系の2系統に組み入れられるが、『映画年鑑 昭和十七年版』によれば同館は紅系に属し、他の市川東宝三松館（かつての三松館、経営・奥沢唯一郎）、市川映画館（かつての市川館、経営・簱栄吉）の系統については、記されていない。この時期までには、同館の経営は、千葉演芸館等の多くの映画館を経営する臼井荘一の個人事業に移っている。当時の観客定員数は700名であった。百瀬博教は、少年時代、市川松竹館の舞台に立つ岡晴夫を観たという。

### 市川東宝の時代
戦後は、1954年（昭和29年）には東宝の直営館になり、東宝関東興行の経営のもと市川東宝映画劇場と改称している。それに前後して、市川日活館（かつての三松館）は日活の直営館になっていたが、同社はこれを大蔵興行所（大蔵貢）に売却している。また戦前・戦時中に市川映画館を経営していた簱興行は、これを閉じて、1952年（昭和27年）には本八幡駅前に八幡映画劇場を開館している。1966年（昭和41年）以降、ヴァイオリン修行のため上京し、市川市内に暮らした少年時代のさだまさしは、同館で東宝の怪獣映画を観た思い出を、自著『自分症候群』のなかで語っている。
1969年（昭和44年）、春日会館から40年に及ぶ営業を終え閉館した。閉館後、更地にした映画館跡地を調査したところ、数種の貝化石が採取された記録が残っている。同館の跡地には、1970年（昭和45年）8月、鉄筋8階建ての藤マンション（現在の市川藤マンションNo.1）が竣工したが、2020年（令和2年）に解体され駐車場となっている。